# Finno metrostation
Finno (finska: Finnoo) är en metrostation inom Helsingfors metro som togs i bruk år 2022.
Stationen ligger nära havet och det avspeglas i dess utsmyckning som är  inspirerad av kusten och våtmarken med dess fågelliv. Fasadernas glasytor har fått en  textur som påminner om våtmarkens vegetation och interiören. Interiörens färger är inspirerade av havets och kustens nyanser och på väggarna i plattformshallen visas  
det figurativa verket "Haavekuvia" (Drömbilder) av Leena Nio.
Stationen har ingång från Finnobron och Sjövägen med Finlands längsta rulltrappa. Den är 78 meter lång och höjdskillnaden är cirka 34,5 meter.